# Kościół św. Rocha w Pradze
Kościół św. Rocha – zabytkowy kościół w Pradze, w Czechach. Znajduje się na Placu Olšany (czeski: Olšanské náměstí). Jest najstarszym kościołem w dzisiejszej dzielnicy Žižkov.
Barokowy kościół został zbudowany w latach 1680-1682 przez Jana Hainrica, prawdopodobnie według planów znanego francuskiego architekta Jeana Baptiste Mathey.